# Pavlo Zahrebelnyï
Pavlo Arkhypovytch Zahrebelnyï (en ukrainien : Павло Архипович Загребельний, en russe : Павел Архипович Загребе́льный), né le 25 août 1924 et mort le 3 février 2009, est un écrivain ukrainien. Membre de l'Union des écrivains soviétiques. Membre du Parti communiste de l'Union soviétique depuis 1960.
 
Il fut lauréat du prix national Taras Chevtchenko en 1974 et du prix d’État de l'URSS en 1980.

## Biographie
Pavlo Zahrebelnyï naît en 1924, dans le village de Soloshyne, dans l'oblast de Poltava. En 1941, alors que l'Allemagne lance son offensive sur l'Union soviétique, il s'engage dans l'Armée rouge en tant que volontaire. Il prend part à la bataille de Kiev, au cours de laquelle il sera gravement blessé. Il retourne ensuite au combat, mais il est fait prisonnier, et est interné dans un camp de concentration
Après la guerre, il étudie la philologie à l'université nationale Oles-Hontchar de Dnipro, d'où il sort diplômé en 1951. Il sera notamment rédacteur en chef de Literaturna Ukrayina de 1961 à 1962. Zahrebelnyï s'investira ensuite au sein du parti communiste. De 1979 à 1986, il présidait l'Union des écrivains ukrainiens.
Il est l'auteur de nombreuses histoires courtes et nouvelles sur la guerre, ainsi qu'à thématique historique ou sociale. Une de ses nouvelles les plus connues, Roksolana (1980), raconte la vie de Anastasia Lisovska, originaire de Galicie, qui devint l'épouse du sultan Soliman le Magnifique, et joua un rôle important dans l'Empire ottoman du XVIe siècle. Il écrit également plusieurs scénarios.
Zahrebelnyï reçoit le prix d'État d'Ukraine en 1974 pour le roman Первоміст (1972), et celui d'Union soviétique en 1980 pour le roman Розгін. Le 25 août 2004, il reçoit la décoration d'Héros d'Ukraine, plus haut titre honorifique du pays.
Il meurt le 5 février 2009 de tuberculose. Le président Viktor Iouchtchenko lui rendra hommage,. L'écrivain est inhumé au cimetière Baïkov.
Les œuvres de Pavlo Zahrebelnyï ont été traduites en 23 langues. Le 21 août 2014, on a inauguré une plaque à la mémoire du poète sur la façade de son immeuble à Kiev.

## Distinctions
- prix national Taras Chevtchenko (1974)
- prix d'État de l'URSS (1980)
- ordre de la Guerre patriotique (6 avril 1985)
- ordre de la révolution d'Octobre
- ordre du Drapeau rouge du Travail
- ordre de l'Amitié des peuples
- ordre de l'Insigne d'Honneur
- Ordre de Bogdan Khmelnitski
- Ordre du Prince Iaroslav le Sage (1999)
- Héros d'Ukraine (25 août 2004)